# Franz Julius Ferdinand Meyen
Pour les articles homonymes, voir Meyen.
Franz Julius Ferdinand Meyen, né le 28 juin 1804 à Tilsit et mort le 2 septembre 1840 à Berlin, est un botaniste, zoologiste et médecin allemand.

## Biographie

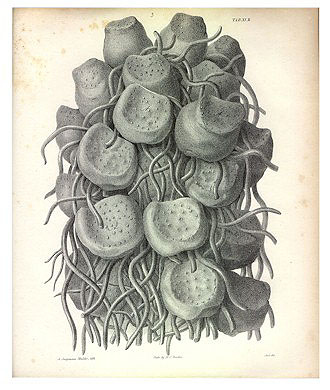
Planche extraite d’Ueber die neuesten Fortschritte der Anatomie und Physiologie der Gewächse (1834).

Meyen commence à étudier la pharmacie à Memel (aujourd'hui Klaipėda en Lituanie), il vient à Berlin en 1821 étudier la médecine et obtient son titre de docteur en 1826. Il devient alors médecin militaire et est en poste à Berlin, Cologne et Bonn.
Il consacre ses loisirs à l'étude de la botanique, principalement à l'histologie végétale. Il publie Phytotomie en 1830, l'un des premiers ouvrages d’envergure sur l'anatomie microscopique des végétaux.
Grâce à la recommandation d'Alexander von Humboldt (1769-1859), il participe de 1830 à 1832 à une expédition en Amérique du Sud à bord du Prinzess Luise et visite le Brésil, le Pérou et la Bolivie. Meyen visite également la Polynésie, la Chine et s'arrête brièvement à l'île Sainte-Hélène. Il commence à faire paraître en 1834 le compte rendu de ses observations, Grundriß der Pflanzengeographie (ou Esquisse de la géographie végétale), où il décrit l’impact du climat et de la nature du sol sur la végétation. Il s'intéresse aussi à l’origine, la diffusion, la culture et l'utilisation des plantes cultivées.
Il publie en 1834 Ueber die neuesten Fortschritte der Anatomie und Physiologie der Gewächse. Il devient alors professeur extraordinaire de botanique à l’université de Berlin. Il fait paraître ses études de l’histologie végétale et propose une théorie cellulaire. Il différencie les organes végétaux d’après la forme de leurs cellules et est convaincu que la croissance végétale est due uniquement à la division cellulaire.

## Éponymie
Une rue, dans le quartie Lichtenberg de Berlin, lui est dédiée.

## Publications
- Anatomisch-physiologische Untersuchungen über den Inhalt der Pflanzenzellen, Berlin 1828
- Phytotomie, Berlin 1830
- Grundriss der Pflanzengeographie mit ausführlichen Untersuchungen über das Vaterland, den Anbau und den Nutzen der vorzüglichsten Culturpflanzen, welche den Wohlstand der Völker begründen. Berlin, Haude und Spenersche Buchhandlung. 478 S. (1836)
- Neues System der Pflanzenphysiologie, trois volumes, Berlin 1837-1839 vol. 1 vol. 2 vol. 3